# Cosmos Laundromat
Pour plus de détails, voir Fiche technique et Distribution.
Cosmos Laundromat est un court métrage d'animation néerlandais réalisé par Mathieu Auvray, produit par Ton Roosendaal, sorti en 2015.
Il s'agit du cinquième court métrage libre de la fondation Blender. Sous le nom de code « Gooseberry », il est réalisé en grande partie à l'aide de logiciels open source, principalement Blender. La première partie du film est disponible sur Internet depuis le 10 aout 2015 sous licence Creative Commons Attribution 4.0.

## Synopsis
Sur une île déserte, un mouton suicidaire nommé Franck rencontre son destin sous la forme d'un vendeur excentrique du nom de Victor, qui lui offre le don de changer de vie. Ce don le fera voyager dans de nombreux mondes différents pour une durée de quelques minutes.